# Ridendo e scherzando
Pour plus de détails, voir Fiche technique et Distribution.
Ridendo e scherzando est une comédie italienne à sketches réalisée par Vittorio Sindoni et sortie en 1978.

## Synopsis

### Nozze d'argento
Le notaire Sartori, à l'occasion de ses noces d'argent, reçoit un cadeau de sa femme Lina pour passer une nuit d'amour dans sa propre maison avec Tania, une fille décomplexée déguisée en lapin. Mais lorsqu'il apprend que sa femme s'est peut-être livrée au même loisir ailleurs, il est si jaloux qu'il ne peut éclaircir la situation qu'en présence de la police.

### I corpi separati
Michele Sintona, un vendeur ambulant de petits objets, est confondu avec le magouilleur presque homonyme Michele Sindona et, pour cette raison, accusé de crimes inexistants par divers officiers de police, tout cela à proximité du début d'un match entre les équipes de football de la Napoli et de la Juventus qu'il ne veut absolument pas rater, surtout en tant que supporter.

### Per favore ammazzami mio marito
Un couple composé d'un riche patron grossier et d'une ancienne serveuse américaine frivole est en crise à cause de leur habitude répétée d'abuser de l'alcool. Peppino, le serveur, séduit par sa patronne pour planifier le meurtre de son mari, ne cesse de s'attirer des ennuis. En fin de compte, ses efforts auront été vains, car le couple fait la paix.

### Melodramma della gelosia
Un mari jaloux se dispute sans cesse avec sa femme parce qu'il est persuadé qu'elle le trompe avec un officier. Parcourant toute la maison à la recherche de son amant, il se livre à divers numéros qui le ridiculisent face à sa femme et le prétendu amant, mais il s'agit d'une supercherie. En réalité, l'officier est un acteur de théâtre, payé par le couple pour éveiller en eux le frisson de la libido.

### Costi quel che costi...
Le concierge Carletto est continuellement attiré sexuellement par Dalia Casali, une dame distinguée qui, malgré son apparente gentillesse, reçoit des clients pour des rencontres amoureuses rémunérées à son domicile pendant que son mari est au travail. N'ayant pas la somme nécessaire pour payer la femme pour ses services, Carletto met au point un stratagème qui réussit parfaitement.

## Fiche technique
- Titre originale : Ridendo e scherzando[1]
- Réalisation : Vittorio Sindoni (sous le nom de « Marco Aleandri »)
- Scénario : Vittorio Sindoni
- Photographie : Alfio Contini
- Montage : Angelo Curi
- Musique : Enrico Simonetti
- Décors : Massimo Lentini (it)
- Société de production : Profir
- Pays de production :  Italie
- Langue originale : italien
- Format : couleurs
- Genre : drame à sketches
- Durée : 90 minutes
- Date de sortie : 
  - Italie : 1978 (visa délivré le 13 juillet 1978[1])

## Distribution
Nozze d'argento
- Luciano Salce : le notaire Sartori
- Licinia Lentini : "lapin" Tania
- Armando Bandini (en) : commissaire
- Didi Perego : Lina Procaccina, femme du notaire
- Fabrizio Capucci : Ciro Baldelli, serveur dans les étages de l'hôtel "Aurora".
- Renato Lupi :
- Bruno Scipioni :
- Sofia Lusy : secrétaire

I corpi separati
- Stefano Satta Flores : Michele Sintona
- Marisa Laurito : La femme de Michele Sintona
- Carlo Sabatini : agent de la police financière
- Sergio Ciulli : questeur de la police
- Ezio Marano : officier des carabiniers

Per favore ammazzami mio marito
- Fiorenzo Fiorentini : serveur
- Macha Méril : maîtresse Susy
- Carlo Hintermann : maître

Melodramma della gelosia
- Walter Chiari : Giorgio, mari jaloux
- Olga Karlatos : la femme du mari jaloux
- Enrico Simonetti : M. Vannelli, faux capitaine des carabiniers

Costi che costi che costi...
- Gino Bramieri : Carletto, concierge de l'immeuble
- Orchidea De Santis : Dalia Casali
- Roberto Bonacini (Roberto Della Casa) : le comptable Casali
- Adolfo Belletti : le père de Carletto